# Osias Wallach
Pour les articles homonymes, voir Wallach.
Osias Wallach (dit aussi Osi Wallach ; né à Sanok en Galicie (Pologne le 20 septembre 1914 et mort à Paris 14e le 5 décembre 1946) est un rabbin et éducateur français d'origine polonaise qui enseigne au Séminaire israélite de France.

## Éléments biographiques
Osias Wallachest né vers 1920 à Sanck, en Galicie, Pologne.
Il vient étudier à Strasbourg en 1935-1936, à la Faculté des lettres de l'université de Strasbourg.
Il devient en 1939, élève au Séminaire israélite de France (SIF) dont il sort diplômé rabbin en 1942.
Il va ensuite à Limoges. Selon Johanna Lehr :

« En 1941, une école secondaire juive s'ouvre à Limoges, ville de repli de la communauté juive de Strasbourg, Samy Klein et Jacques Cohn, membre fondateur du Yechouroun et actif à l'Œuvre de secours aux enfants (OSE), sont chargés de recruter les futurs élèves ce Petit séminaire israélite de Limoges (PSIL), dirigé dès la rentrée 1942 par le rabbin strasbourgeois Abraham Deutsch. Parmi les enseignants du PSIL, on compte le rabbin polonais Osi Wallach, formé au séminaire rabbinique à Paris qui anime l'École libre des études juives depuis 1941 et sera, avec le philosophe Jacob Gordin, le principal animateur du renouveau juif après la Libération. »

Osias Wallach épouse Alice Lewin. Ils n'ont pas d'enfant.
Il réussit à passer, au début 1944, en Suisse où il se retrouve dans un camp de réfugiés.
Après la guerre, il retourne à Paris, où il enseigne au SIF.
Il est décédé à Paris en 1946, à l'âge de 29 ans, d'une leucémie.